# Imposta sul valore fondiario
L'imposta sul valore fondiario (o imposta sulla valutazione di un sito) è un'imposta sul valore non lavorato della terra. È un'imposta sul valore della terra che non riguarda il valore degli edifici, i beni mobili ed altri miglioramenti. L'imposta sul valore fondiario (IVF) è differente da altre tipologie di imposizione patrimoniali, poiché queste ultime sono imposte sull'intero valore del bene immobile: risultante dalla combinazione di terra, edifici e miglioramenti del sito.
Sebbene l'efficienza di un'imposta sul valore fondiario sia conosciuta sin da Adam Smith, essa fu più notoriamente promossa da Henry George. Nella sua opera più venduta Progresso e Povertà (1879), George sostenne che il valore della terra è creato dalla comunità e quindi la sua rendita appartiene alla comunità. Il georgismo (ossia l'ideologia economica sviluppatasi sulla base del pensiero di George) sostiene che un'imposta sul valore fondiario, intesa come tassa unica sul valore della terra, sia efficiente, giusta e raccolga sufficienti entrate così che ogni altro tipo di imposte (meno giuste e meno efficienti) possa essere ridotto o integralmente eliminato.
L'imposta su valore fondiario è stata adottata a Taiwan (Repubblica di Cina), Hong Kong, Singapore, Russia ed Estonia, così come in alcune località nella Pennsylvania, nello stato australiano del Nuovo Galles del Sud ed a Mexicali, in Messico. Il governo della Repubblica d'Irlanda sta valutando l'introduzione di una IVF.
| Controllo di autorità | Thesaurus BNCF 38017 · LCCN (EN) sh85074355 · BNF (FR) cb11970710j (data) · J9U (EN, HE) 987007553103005171 · NDL (EN, JA) 00577166 |